# USS Gerald R. Ford
USS Gerald R. Ford (CVN-78) er et hangarskib i Gerald R. Ford-klassen i United States Navy. Skibet er navngivet efter den 38. amerikanske præsident Gerald R. Ford, der selv gjorde tjeneste i flåden under 2. verdenskrig på hangarskibet USS Monterey. Hun er pr. 2023 verdens største hangarskib og målt på deplacement det største krigsskib, der nogensinde er bygget.
Teknisk set udgør USS Gerald R. Ford en ny generation af hangarskibe, da hun er udrustet med elektromagnetiske katapulter, hvilket sammen med en række øvrige forbedringer giver mulighed for op til 25% flere flystarter og samtidig kræver 25% færre besætningsmedlemmer.
Hun blev efter en længere serie af tests indsat i aktiv tjeneste den 4. oktober 2022, hvor hun afløste det tidligere hangarskib USS Enterprise (CVN-65), der efter 51 år i tjeneste var taget ud af tjeneste i december 2012.
Der er planlagt i alt yderligere ni søsterskibe i Gerald R. Ford-klassen. Hun forventes at være i aktiv tjeneste i 40 år.

## Bygning og tests
Bygning af skibet blev påbegyndt den 11. august 2005, da Northrop Grumman ved en ceremoni foretog den første udskæring af en 15 tons tunge plade, der indgår i skibssiden. Gerald R. Ford blev køllagt den 13. november 2009 og blev døbt den 9. november 2013. Efter søsætning den 13. november 2013 blev skibet den 14. november 2013 navngivet af Gerald Fords datter Susan Ford Bales. Hangarskibet skulle oprindeligt have været leveret til flåden i 2015, men blev efter forsinkelser overtaget af den amerikanske flåde den 31. maj 2017 og formelt kommissioneret af præsident Donald J. Trump den 22. juli 2017.

## Operationel historie
Gerald R. Ford's første besøg i fremmed havn fandt sted den 28. oktober 2022, da hun lagde til i havnen i Halifax i Nova Scotia, der er hjemsted for Canadas atlanterhavsflåde. Den 14. november 2022 ankom hun til Storbritannien, hvor hun i nogle dage var ankret op ved Stokes Bay nær Gosport. Hun vendte tilbage til Norfolk den 26 November 2022.
Den 3 maj 2023 forlod Gerald R. Ford Naval Station Norfolk på hendes første længere tur og indsættelse, hvor skibet skal indgå i den 2. og 6. flådes ansvarsområde. Gerald R. Ford ankom den 22. maj 2023 til den danske del af Nordsøen og lagde den 24. maj 2023 til i Oslo havn i bunden af Oslofjorden, for senere at deltage i flådeøvelser i Norge.

## Galleri
- USS Gerald R. Ford (CVN-78) i tørdok under bygningen i 2013
- USS Gerald R. Ford (CVN-78) forlader skibsværftet for at påbegynde tests ud for kysten den 8. april 2017
- Præsident Trump overlader kommandoen over skibet til Capt. Richard McCormack ved den officielle ceremoni den 22. juli 2017
- En Super Hornet flyver over USS Gerald F. Ford i juli 2017
- USS Gerald R. Ford (CVN-78) (t.v.) ved siden af USS Harry S. Truman (CVN-75) i 2020